# Vahid Amiri
Vahid Amiri (persisch وحید امیری, * 2. April 1988 in Chorramabad) ist ein iranischer Fußballspieler.

## Karriere

### Vereine
Amiri begann seine Profikarriere bei Datis Lorestan, einem Verein seiner Heimatprovinz Lorestan. Anschließend spielte er mit Kowsar Lorestan und Gahar Zagros für zwei weitere Vereine seiner Heimatprovinz. 2011 wechselte er zu Naft Masjed Soleyman. Ab 2013 setzte er seine Karriere in der iranischen Hauptstadt fort und spielte der Reihe nach für Naft Teheran und Persepolis Teheran.
In der Saison 2018/19 wechselte Amiri zum türkischen Erstligisten Trabzonspor, jedoch verließ er dem Klub nach nur einem Jahr wieder und wechselte zurück zum Persepolis Teheran.

### Nationalmannschaft
Amiri startete seine Nationalmannschaftskarriere 2015 mit einem Einsatz für die iranische A-Nationalmannschaft. Mit ihr nahm er an der Weltmeisterschaft 2018 teil und wurde während des Turnierverlaufs drei Mal eingesetzt.

## Erfolge
Mit Naft Teheran
- Hazfi-Cup-Finalist: 2014/15

Mit Persepolis Teheran
- Iranischer Meister: 2016/17, 2017/18
- Iranischer Supercup-Gewinner: 2017, 2018

Mit der iranische Nationalmannschaft
- Teilnahme an der Weltmeisterschaft:  2018

Individuell
- Wahl in die Mannschaft der Saison der Persian Gulf Pro League: 2016/17, 2017/18
- Iranischer Fußballer des Jahres: 2018